# 自由广场 (佛罗伦萨)
43°47′2.02″N 11°15′42.89″E / 43.7838944°N 11.2619139°E

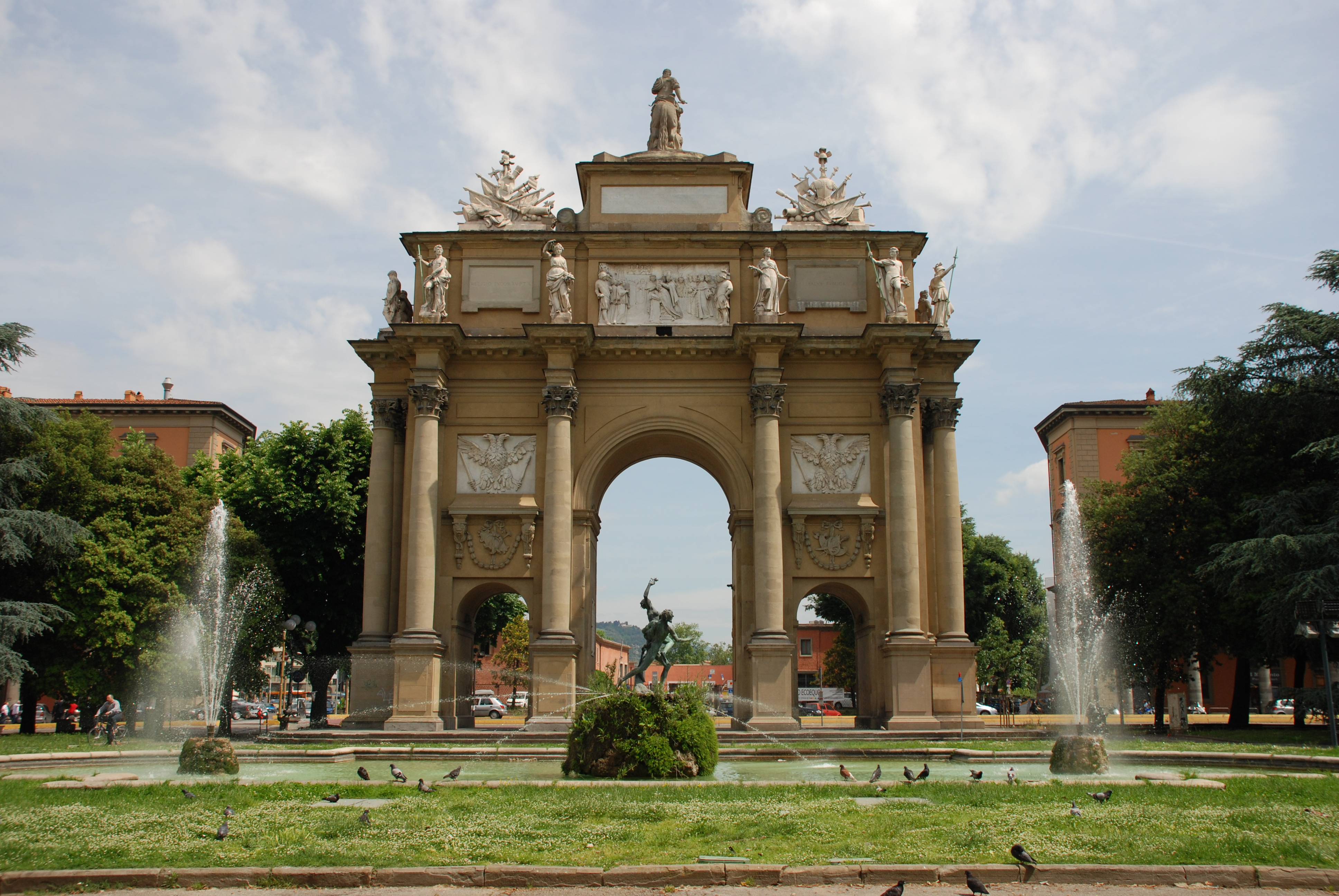
凯旋门

自由广场（Piazza della Libertà）位于佛罗伦萨历史中心的最北端，于19世纪与环绕该市的环形林荫大道同时开辟。它拥有佛罗伦萨凯旋门和花坛，在冬季设置为溜冰场。 

## 历史与建筑
围绕圣迦尔门的开放空间从14世纪就已存在，称为圣迦尔门广场（piazza di Porta San Gallo）。由于护城河的存在，这个广场非常有限。
在1738年竖立凯旋门，庆祝哈布斯堡-洛林皇朝来到佛罗伦萨。
1865年，佛罗伦萨城墙拆除，根据朱塞佩·波吉的设计改建为目前的椭圆形广场，四周环绕着风格相近的带拱廊的古典建筑。当时该广场名为加富尔广场，1930年更名为科斯坦索·齐亚诺广场，1944年更名为穆蒂广场，1945年改为现在的名称。 

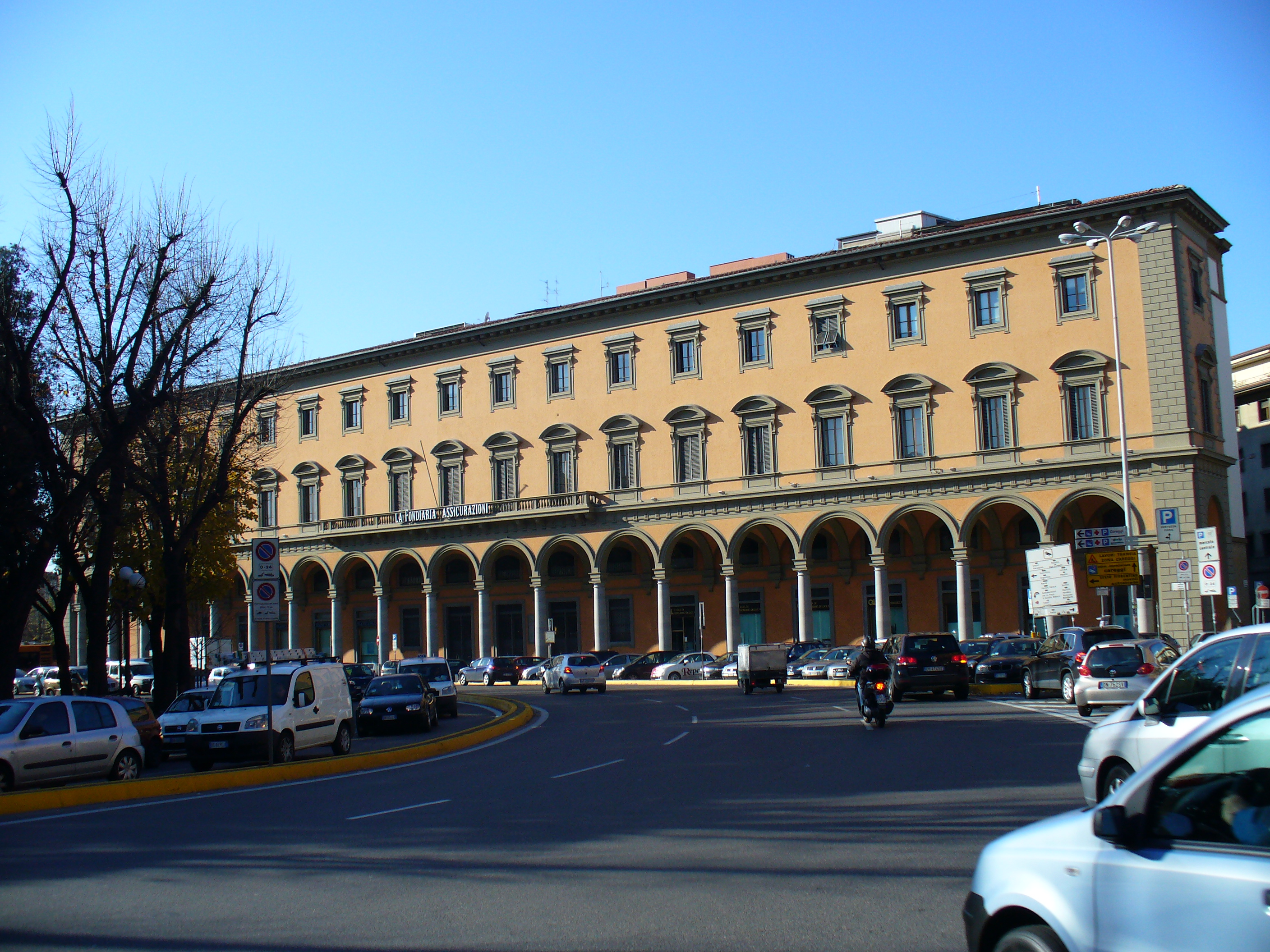
周边建筑
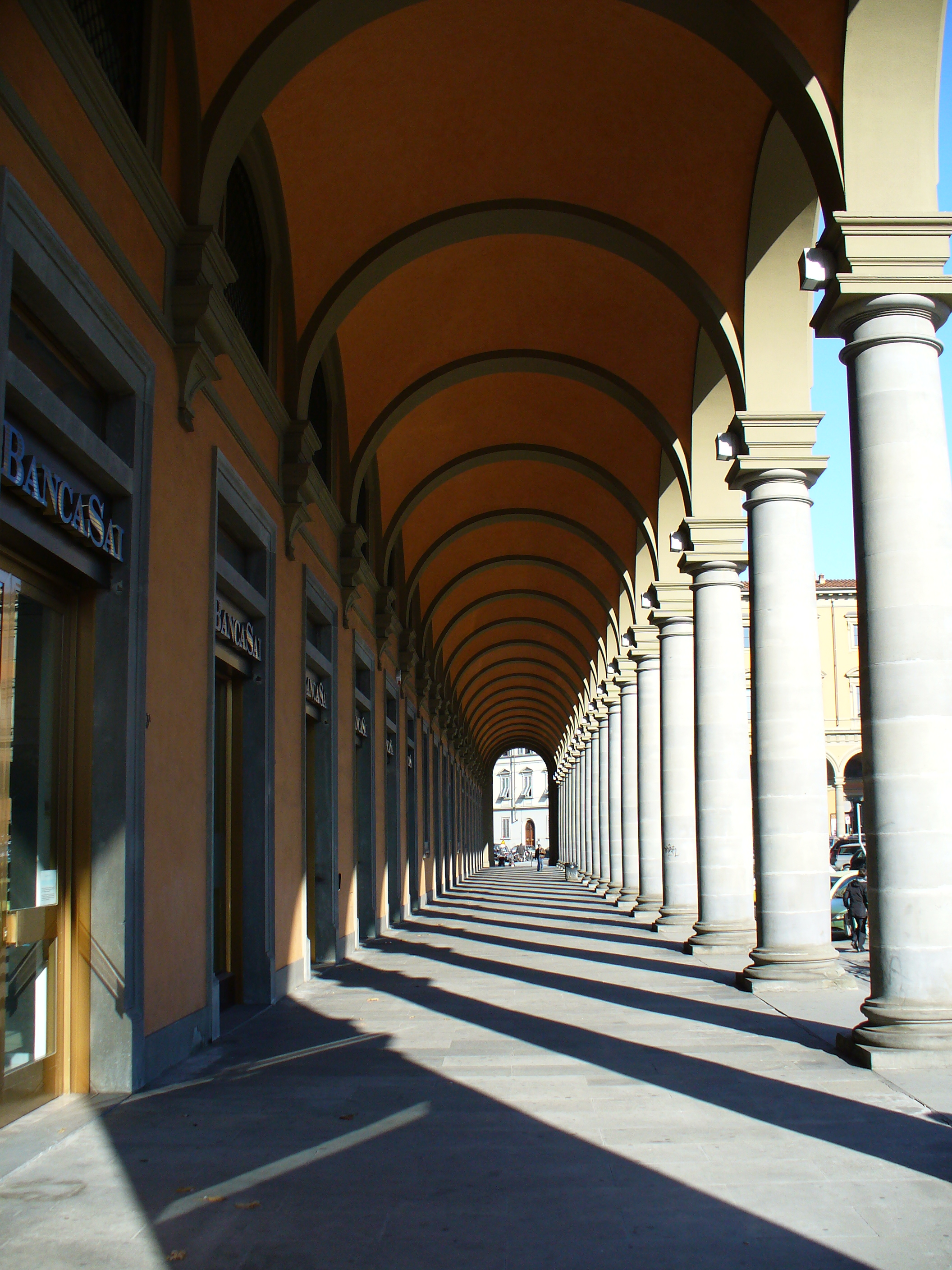
拱廊
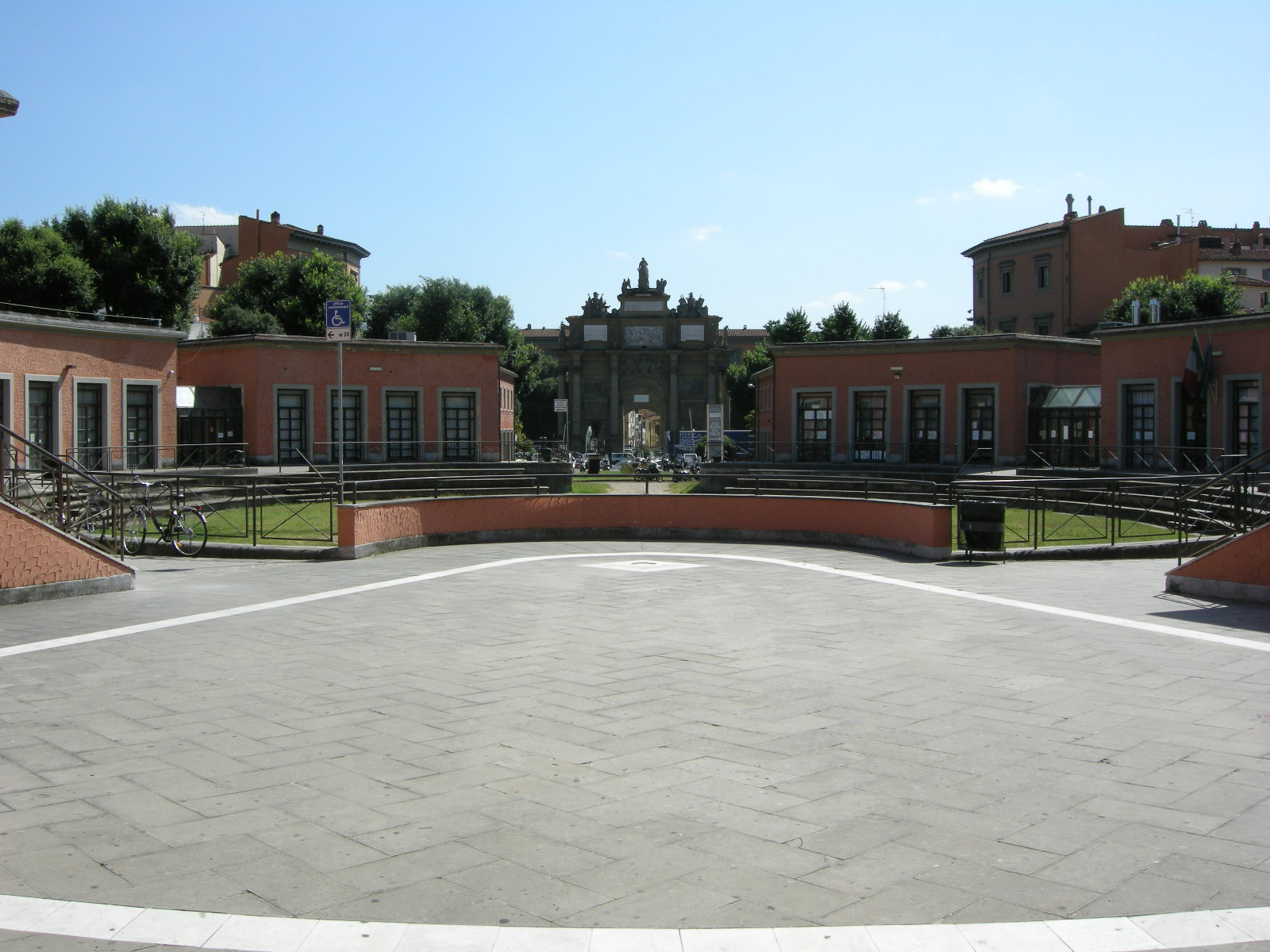
花坛
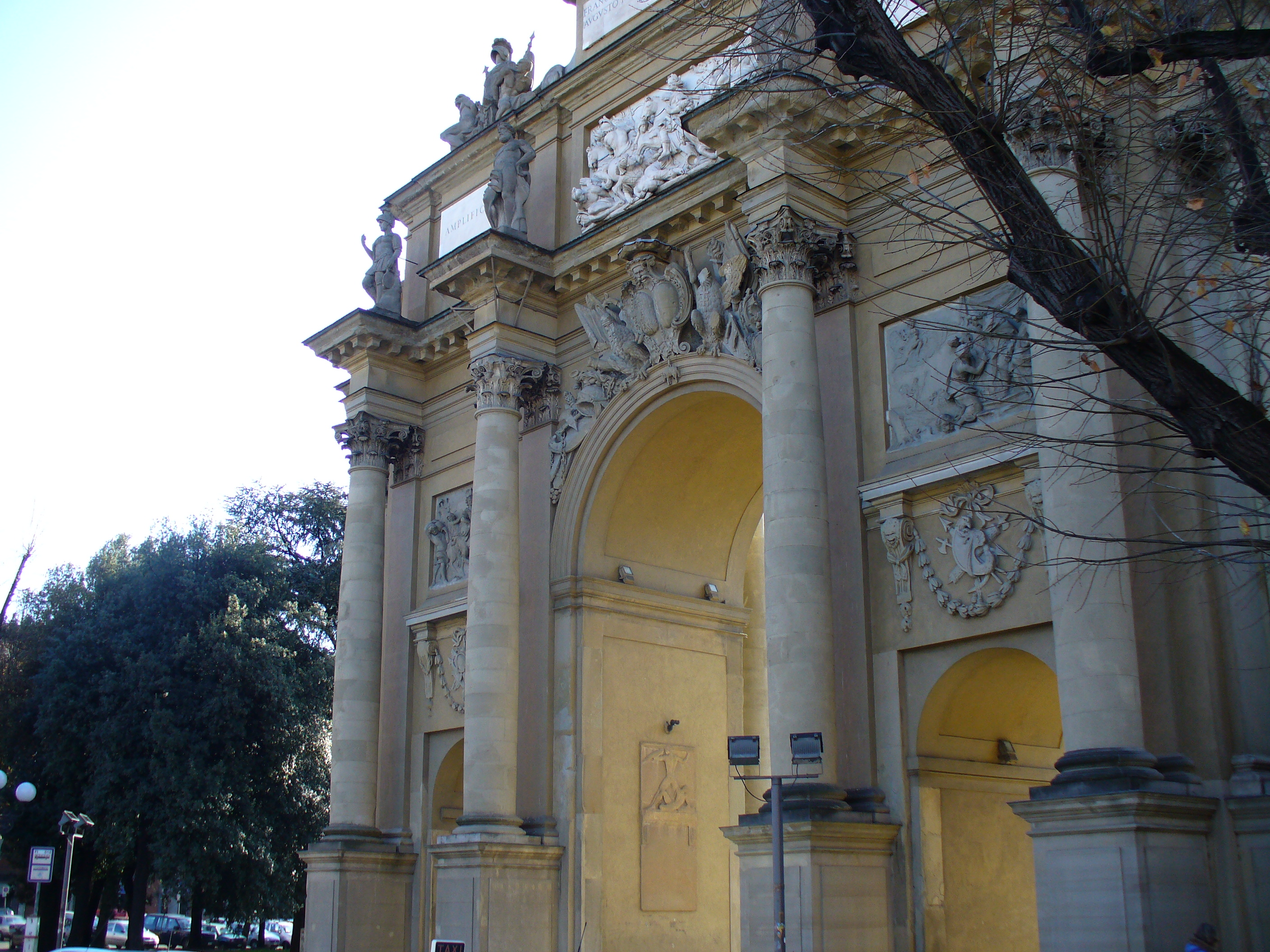
凯旋门
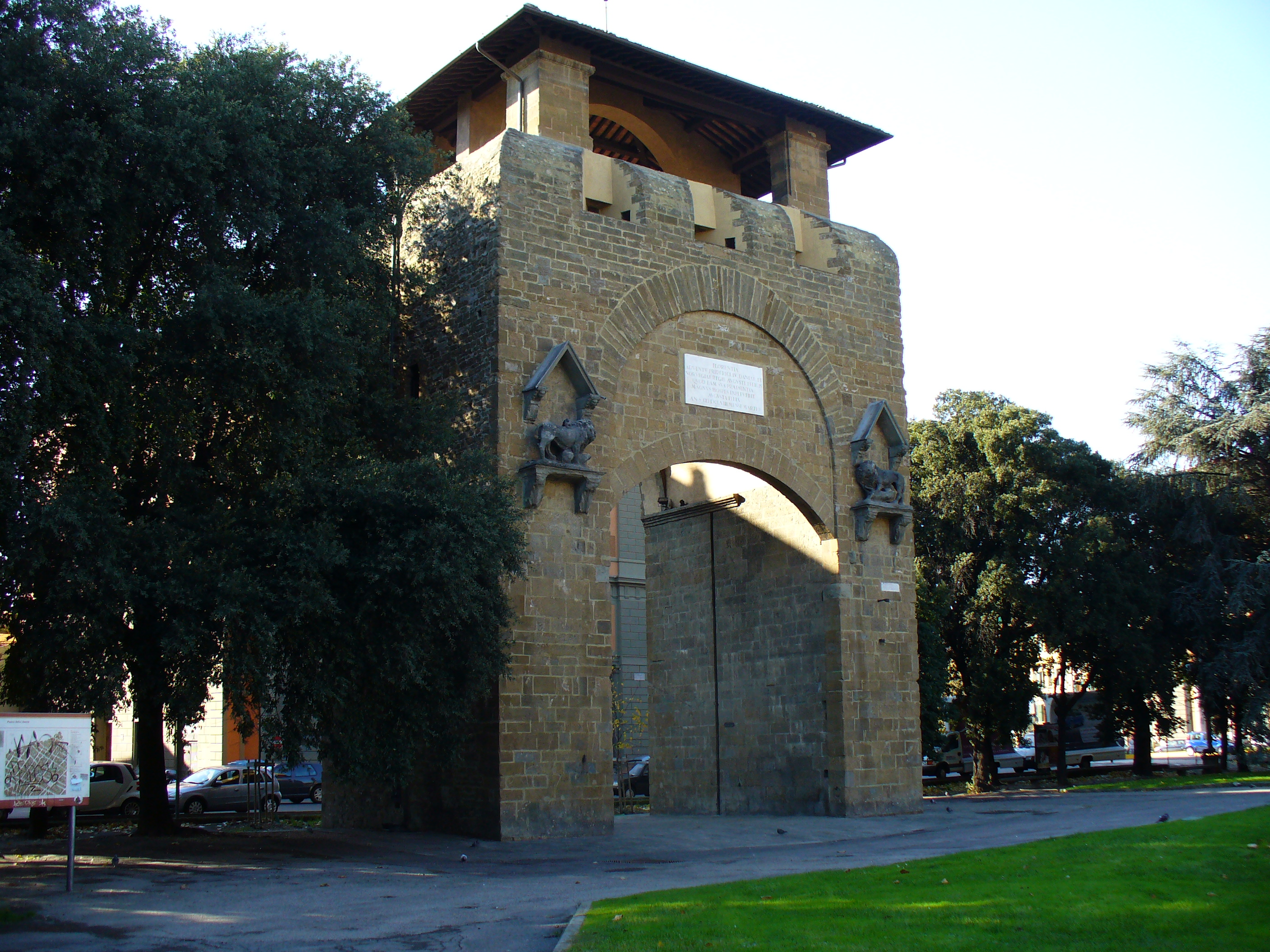
圣迦尔门